# Свети Илия (Грънчари)
Вижте пояснителната страница за други значения на Свети Илия.
„Свети Илия“ (на македонска литературна норма: „Свети Илија“) е средновековна църква в Преспа, част от Преспанско-Пелагонийската епархия на Македонската православна църква – Охридска архиепископия.
Църквата е разположена на 3 km югоизточно от село Грънчари и е католикон на манастир. Предполага се, че първоначално се е казвала „Свети Никола“. Църквата е малка еднокорабна сграда, изградена от камък и тухла и засводена с полукръгъл свод. На изток завършва с тристранна апсида отвън. Покривната конструкция е двускатна, а единственият вход е от запад. Между каменните партии в градежа има хоризонтални и вертикални тухлени редове.
В архитектурно отношение са правени редица промени. От северната и южната страна са поставени контрафорси.
Във вътрешността на църквата има живопис от два периода. По-старата е от времето на градене на църквата и се смята, че е от първата половина на XIII век. От нея е запазен фрагмент от композицията „Успение Богородичино“ и композицията „Преображение Христово“. Втората фаза на изписване е от времето на обновяване на църквата. В надпис в композицията „Дейсис“ се споменават попът Димитър и синът му Райко, като обновители на църквата „Свети Никола“. В църквата зад иконостаса на южната стена е изобразен свети Ахил, чийто култ е характерен за Преспа.
Освен църквата, комплексът на манастира включва нови конаци, манастирска трапезария, фурна, камбанария и чешма със светена вода.